# Karol
Karol fou un estat tributari protegit al prant de Jhalawar, Agència de Kathiawar, província de Gujarat, presidència de Bombai, format per dos pobles amb dos tributaris separats. Tenia una superfície de 28,5 km² i una població de 1325 habitants el 1881. Els ingressos s'estimaven el 1881 en 618 lliures i es pagava un tribut de 70,6 lliures al govern britànic i de 9,6 al nawab de Junagarh,